# قلعه ناگاموری

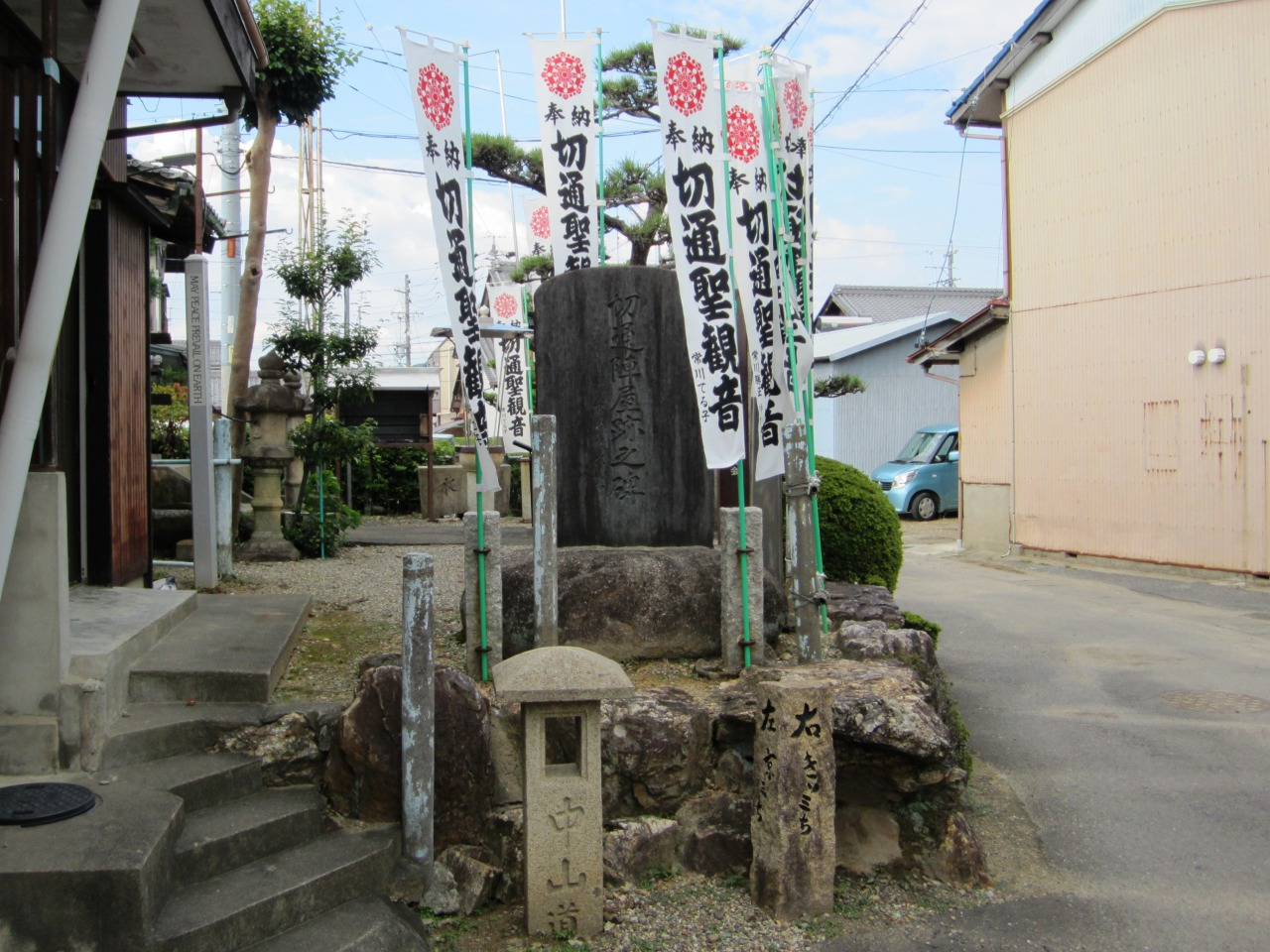
قلعه ای قدیمی در شهر گیفو، ژاپن

قلعه ناگاموری (به ژاپنی: 長森城, Nagamori-jō) قلعه ای بود که بین اواخر دوره هی‌آن و اوایل دوره سنگوکو در گیفو، استان گیفو، ژاپن وجود داشت. این قلعه تا زمانی که با قلعه کاواته جایگزین شد و به عنوان محلی برای اقامت شوگو (فرماندار) به کار می‌رفت.